# Erhard Preißig
Erhard Preißig (* 9. September 1889; † 1945 in Prag) war ein deutscher Romanist sudetendeutscher Herkunft.

## Leben
Preißig war Schüler von Gustav Rolin an der Karl-Ferdinands-Universität in Prag. Er habilitierte sich dort 1921 und war in Prag von 1936 bis 1945 außerordentlicher Professor für Romanische Philologie. Zu seinen Schülern zählte Rita Schober. Preißig war Vorsitzender des Deutschen Kulturverbands.

## Werke
- Der Völkergedanke. Eine motivgeschichtliche Untersuchung über das französische Schrifttum der Frühklassik, Klassik und Frühaufklärung, Brünn 1931
- Verschiebungsdynamik im französischen Wortschatz. Ein Ansatz zweier Kategorien, Brünn 1938
- Die französische Kulturpropaganda in der Tschechoslowakei 1918-1939, Stuttgart/Berlin 1943